# Александар Милићевић
Александар Аца Милићевић (1947—2016.) је професор Грађевинског факултета у Нишу. Бавио се темам као што су грађевинарство и саобраћајнице. 

## Биографија
Рођен је 5. октобра 1947. године у селу Радичевац поред Књажевца. Прва четири разреда основне школе је завршио у свом родном месту, остале разреде у Књажевцу. После основне школе уписао је грађевински смер  у Техничкој школи у Књажевцу. Након завршене средње школе уписао је Технички факултет у Нишу. За постигнути одличан успех на студијама добио је повеље и значку Универзитета у Нишу. 
У завршним годинама студирања био је стипендиста. После завршеног факултета запослио се као професор и предавао је више стручних предмета који се тичу саобраћајница, путева и железничког саобраћаја. Године 1982. изабран је за асистента на Грађевинском факултету у Нишу. Након објављивања стручних и научних радова изабран је као ванредни професор на Грађевинском-архитектонском факултету у Нишу. Реизабран је 2002. године, на том радном месту остао је до краја свог радног века.
Умро је 2016. године у Нишу.

## Научни рад
Аца Милићевић после завршеног факултета био је професор у средњој школи, затим асистент на Грађевинском факултету у Нишу на коме је реизабран два бута 1985. и 1988. године. За време свог радног века др Милићевић објавио је више од 70 стручних и научних радова (7 пројеката, 30 научних радова, 31 елаборат). Поред рада на свом факултету од 2007. године предавао је на Грађевинском факултету у Суботици.
Поред свог матерњег говорио је и руски и немачки језик. 

## Друштвено—политички рад
Александар Аца Милићевић поред његовог научног и наставног рада, био је прилично друштвено ангажован. Обављао је дужност шефа Лабораторије на ГАФ-у у Нишу (1979-2007). Био је руководилац Смера за путеве постдипломских студија (на ГАФ-у). Учествовао је на неколико семинара са темом техничке иновације у области путне инфраструктуре. Није се бавио политиком професионално, али био је добро политички образован.

## Признања
Милићевић је добијао доста признања за свој друштвени и научни рад. За постигнуте успехе током студија добијао је доста награда (као и повељу и значку Универзитета у Нишу)